# أوسكار ستانتون دي بريست
أوسكار ستانتون دي بريست (9 مارس، 1871- 12 مايو، 1951) سياسي أمريكي ومدافع عن الحقوق المدنية من شيكاغو. عضو في الحزب الجمهوري في إلينوي، وكان أول أمريكي من أصل أفريقي يتم انتخابه للكونغرس في القرن العشرين. كان الأمريكي الأفريقي الوحيد الذي يعمل في الكونغرس خلال فترات ولايته الثلاثة. شغل منصب ممثل الولايات المتحدة عن دائرة الكونغرس الأولى من إلينوي منذ عام 1929 حتى عام 1935. كان دي بريست أيضًا أول ممثل أمريكي من أصل أفريقي للولايات المتحدة من خارج الولايات الجنوبية والأول منذ خروج ممثل كارولينا الشمالية هنري وايت من الكونغرس في عام 1901.
ولد دي بريست في ألاباما لأبوين محررين، ونشأ في دايتون، أوهايو. درس التجارة وحقق ثروة في شيكاغو كمقاول، وفي العقارات وسوق الأوراق المالية قبل الانهيار. انتخب في مجلس مدينة شيكاغو في عام 1914، كونه سياسي محلي ناجح، وهو أول أمريكي من أصل أفريقي يشغل هذا المنصب.
تحدث ضد التمييز العنصري في الكونغرس في أوائل ثلاثينيات القرن العشرين، بما في ذلك أثناء إلقاء الخطابات في الجنوب؛ وحاول دمج مطعم مجلس النواب العام؛ وحصل على الموافقة على تعديل لإلغاء العزل العنصري في سلك الخدمة المدنية، وهو أحد برامج العمل من مجموعة برامج صفقة الرئيس فرانكلين دي روزفلت الجديدة؛ وطرح تشريعًا ضد الإعدام خارج نطاق القانون أمام مجلس النواب (لم تتم الموافقة عليه بسبب المعارضة الديمقراطية للجنوب الصلب). تغلب آرثر دبليو. ميتشل على دي بريست في عام 1934، وكان أول أمريكي من أصل أفريقي يتم انتخابه في الحزب الديمقراطي للكونغرس. عاد دي بريست إلى شيكاغو مع مشاريعه التجاريه الناجحة، وعاد في نهاية المطاف إلى السياسة عندما تم انتخابه مرة ثانية كعضو مجلس محلي في شيكاغو في أربعينيات القرن العشرين.

## بداية حياته
ولد دي بريست في عام 1871 في فلورنسا، ألاباما، لأبوين محررين، عبيد سابقين من أعراق مختلطة. كان لديه شقيق اسمه روبرت. كانت والدته، مارثا كارسنر، تعمل بدوام جزئي كمنظفة للألبسة، وكان والده نياندر سائق شاحنة، مرتبطًا مع حركة «إكسودوس». بعد الحرب الأهلية، ترك آلاف السود الاضطهاد المستمر من قبل البيض في الجنوب من خلال الانتقال إلى ولايات أخرى قدمت وعودًا بالحرية وبفرص اقتصادية أكبر، مثل ولاية كانساس. انتقل آخرون في وقت لاحق من القرن.
في عام 1878، في السنة التالية لانتهاء إعادة الإعمار وانسحاب القوات الفيدرالية من المنطقة، غادرت عائلة دي بريست ألاباما باتجاه دايتون، أوهايو. ازداد العنف في ألاباما، إذ كان البيض يستعيدون سيادتهم: كان على دي بريست الأب أن ينقذ صديقه، ممثل الولايات المتحدة السابق جيمس تي. رابير، من الإعدام دون محاكمة، وقُتل رجل أسود على عتبة منزلهم. التحق الصبي (الابن) أوسكار بالمدارس المحلية في دايتون.

## سيرته المهنية

### التجارة
ذهب دي بريست إلى سالينا، كانساس، لدراسة المحاسبة في كلية سالينا العادية التي تأسست أيضًا لتدريب المعلمين. انتقل إلى شيكاغو، إلينوس في عام 1889، التي كانت مزدهرة كمدينة صناعية. عمل في البداية كعامل جبس متمرن، ودهان ومصمم. أصبح مقاولًا ووسيطًا عقاريًا ناجحًا. جمع ثروة في سوق الأوراق المالية والعقارات من خلال مساعدة العائلات السود بالانتقال إلى أحياء كل سكانها كانوا من البيض سابقًا، والتي غالبًا ما كان يقطنها مهاجرون بيض مع سلالتهم. كان هناك تعاقب سكاني في العديد من الأحياء تحت ضغط من المهاجرين الجدد.